# Source thermale de Bang

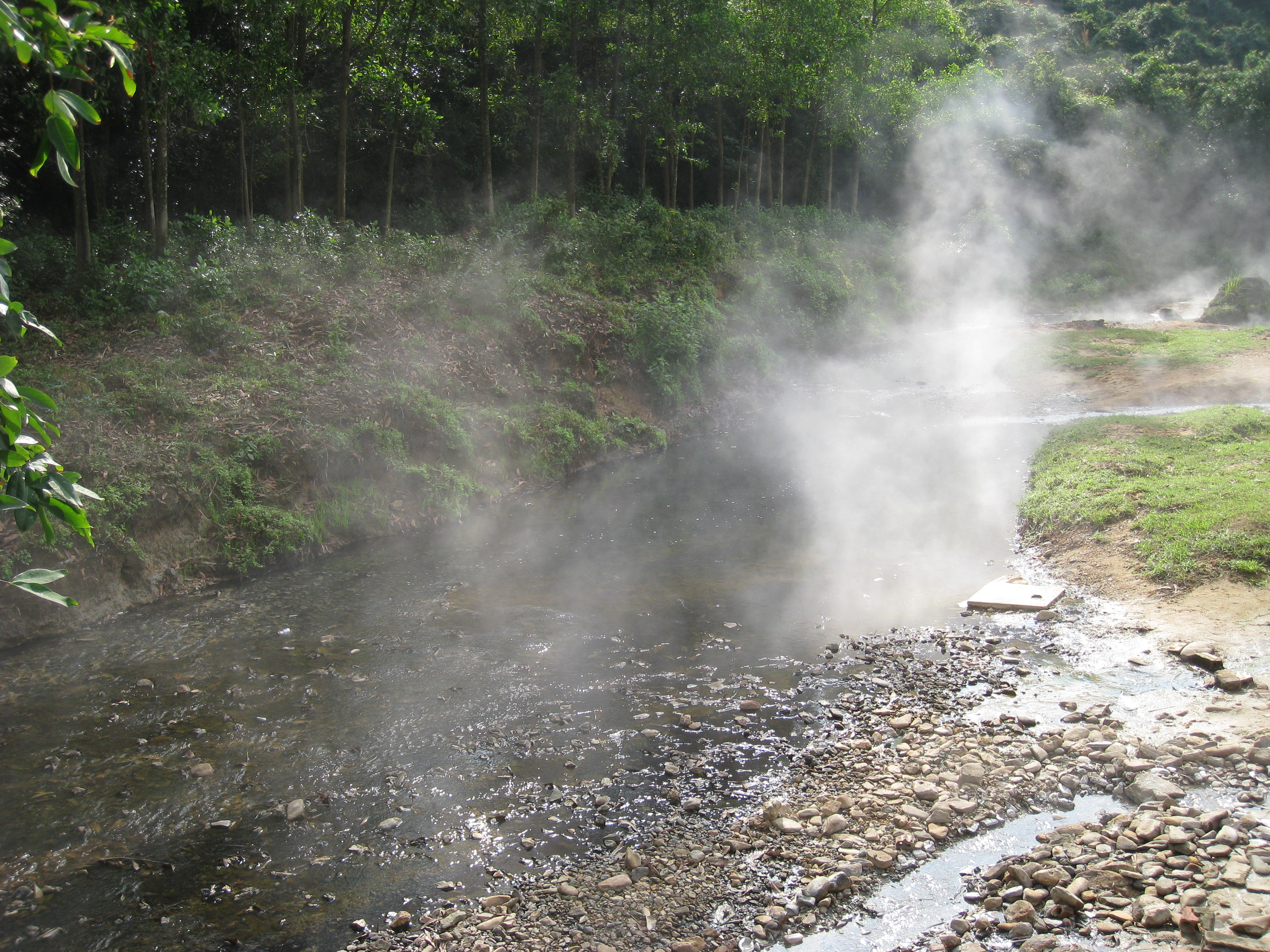
La source thermale de Bang (2007)

La source thermale de Bang est située dans la cordillère annamitique dans le district de Lệ Thủy, province de Quảng Bình, au Viêt Nam. Cette source est 20 km à l'ouest du chef-lieu du district et 40 km au sud du chef-lieu provincial de Đồng Hới. La température de l’eau à la source est de 105 °C. Les touristes s'y lavent comme une méthode thérapeutique pour rhumatisme, dermatologie, neuropathie.

## Galerie

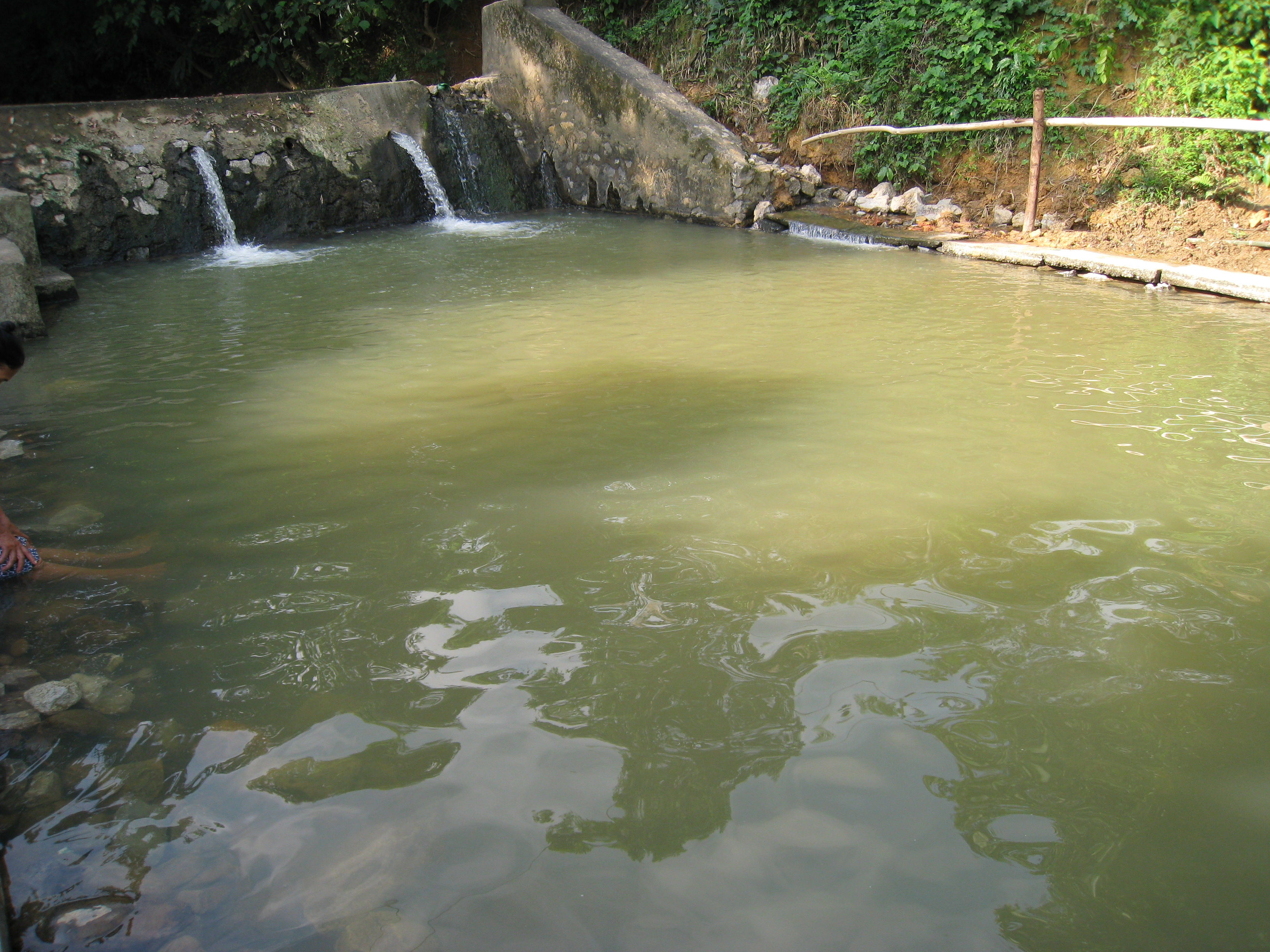
Un bassin
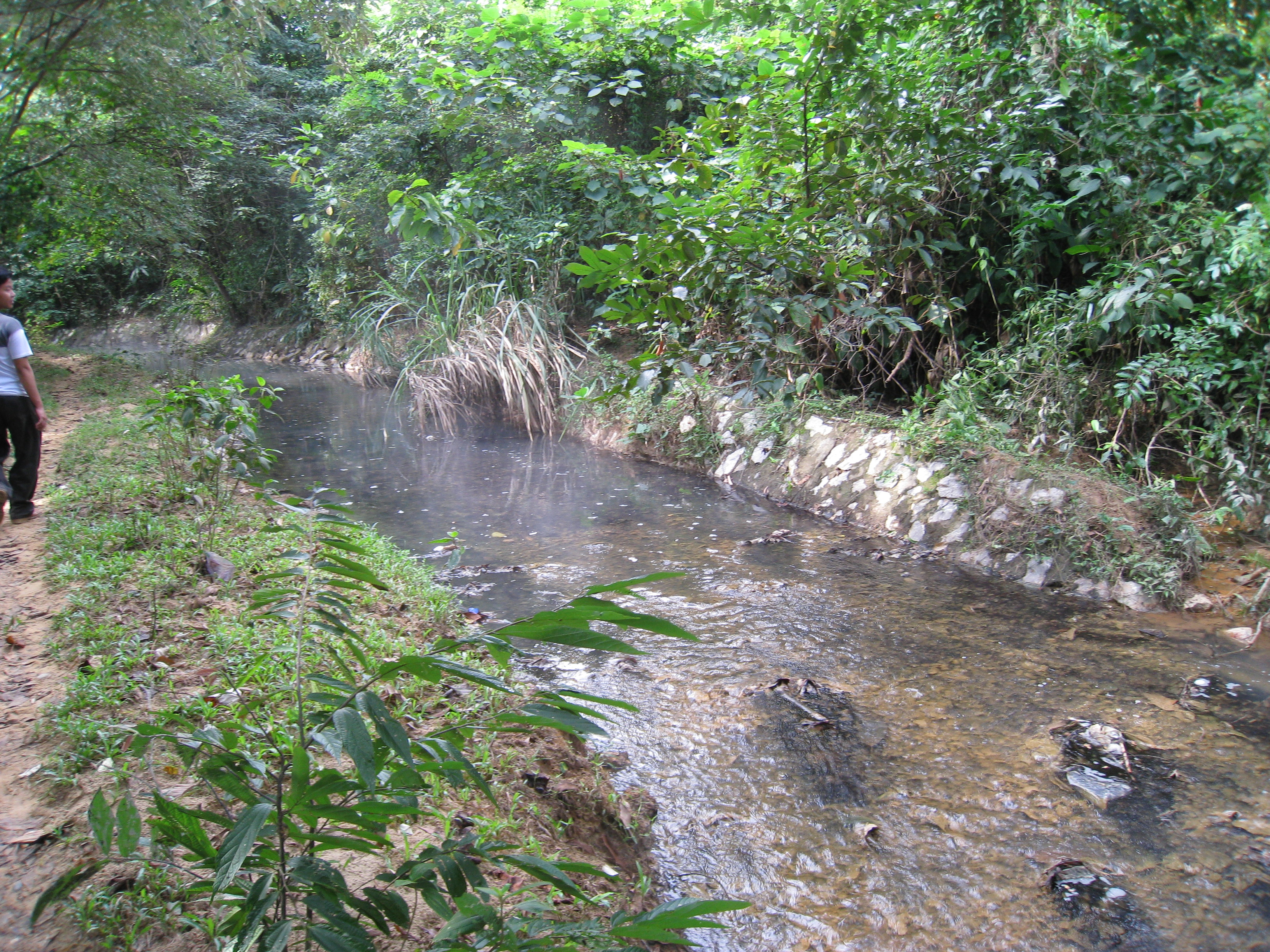
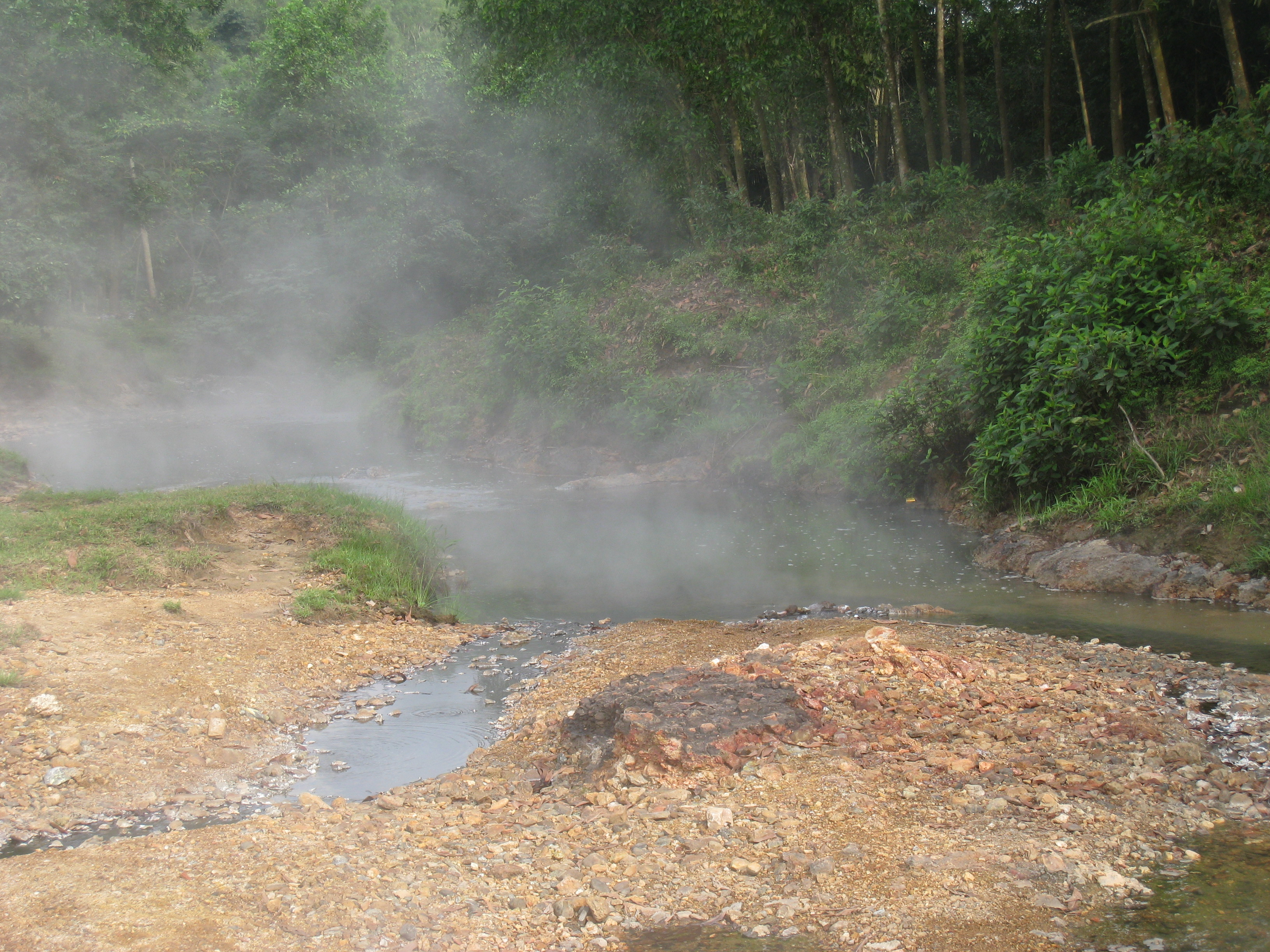
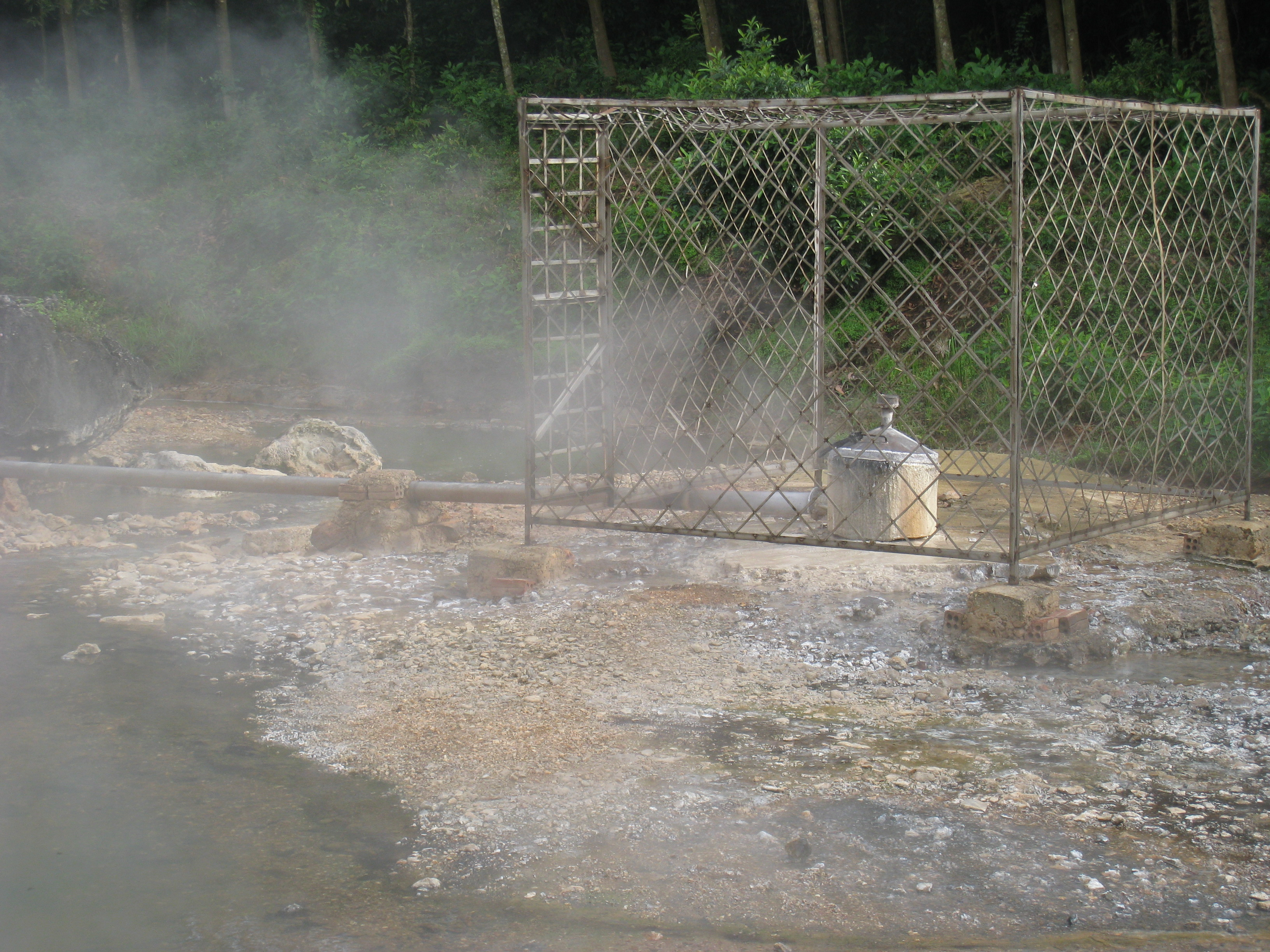